# Słabomierz (województwo mazowieckie)
Słabomierz – wieś w Polsce położona w województwie mazowieckim, w powiecie żyrardowskim, w gminie Radziejowice. Ma status sołectwa.
Wieś szlachecka Sławomierz położona była w drugiej połowie XVI wieku w powiecie mszczonowskim ziemi sochaczewskiej województwa rawskiego. W latach 1975–1998 miejscowość położona była w województwie skierniewickim.